# Comuna Dovjkî, Skole
Dovjkî (în ucraineană Довжки) este o comună în raionul Skole, regiunea Liov, Ucraina, formată din satele Dovjkî (reședința) și Krîve.

## Demografie
Componența lingvistică a comunei Dovjkî
     Ucraineană (99,75%)
     Alte limbi (0,26%)
Conform recensământului din 2001, majoritatea populației comunei Dovjkî era vorbitoare de ucraineană (99,75%), existând în minoritate și vorbitori de alte limbi.